# Europaparlamentsvalet i Nederländerna 2009
Europaparlamentsvalet i Nederländerna 2009 ägde rum torsdagen den 4 juni 2009. Över tolv miljoner personer var röstberättigade i valet om de 25 mandat som Nederländerna hade tilldelats innan valet. I valet tillämpade landet ett valsystem med partilistor och d’Hondts metod, utan någon spärr för småpartier. Nederländerna var inte uppdelat i några valkretsar, utan fungerade som en enda valkrets i valet.
Det islamkritiska och euroskeptiska Frihetspartiet var valets främsta vinnare. Valet var det första Europaparlamentsvalet som partiet deltog i och det erhöll nästan 17 procent av rösterna. Därmed fick partiet fyra av Nederländernas 25 mandat. Dess framgångar skedde främst på bekostnad av de två största etablerade partierna, Kristdemokratisk appell och Arbetarpartiet. Förutom Frihetspartiet, gick även det liberala och EU-positiva partiet Demokraterna 66 fram kraftigt med över sju procentenheter. Det innebar mer än en fördubbling av antalet röster och tre mandat istället för ett. I övrigt skedde inga stora förändringar. Europa Transparant, som vann två mandat i valet 2004, upplöstes under 2008 och ställde därför inte upp i valet 2009. Nederländerna var den enda medlemsstat i valet 2009 med partier som valdes in i samtliga av Europaparlamentets politiska grupper.
Valdeltagandet uppgick till 36,95 procent, vilket var en minskning med ett par procentenheter jämfört med valet 2004. Det var således en bra bit under genomsnittet för Europaparlamentsvalet 2009 i sin helhet. Valresultatet presenterades redan på valnatten den 4 juni, vilket var ett brott mot valakten om hur val till Europaparlamentet ska genomföras. Nederländerna bröt mot denna princip även i Europaparlamentsvalet 2004. Båda gångerna kritiserades agerandet av Europeiska kommissionen.

## Valresultat
|                                                                                                |          |  |           |        |
|                                                                                                | Andel    |  | Antal     | Mandat |
| Kristdemokratisk appell                                                                        | 20,05 %  |  | 913 233   | 5      |
| Kristdemokratisk appell                                                                        | –4,38 %  |  | –251 198  | –2     |
| Frihetspartiet                                                                                 | 16,97 %  |  | 772 746   | 4      |
| Frihetspartiet                                                                                 | +16,97 % |  | +772 746  | +4     |
| Arbetarpartiet                                                                                 | 12,05 %  |  | 548 691   | 3      |
| Arbetarpartiet                                                                                 | –11,55 % |  | –575 858  | –4     |
| Folkpartiet för frihet och demokrati                                                           | 11,39 %  |  | 518 643   | 3      |
| Folkpartiet för frihet och demokrati                                                           | –1,81 %  |  | –110 555  | –1     |
| Demokraterna 66                                                                                | 11,32 %  |  | 515 422   | 3      |
| Demokraterna 66                                                                                | +7,07 %  |  | +312 920  | +2     |
| Grön vänster                                                                                   | 8,87 %   |  | 404 020   | 3      |
| Grön vänster                                                                                   | +1,48 %  |  | +51 819   | +1     |
| Socialistpartiet                                                                               | 7,10 %   |  | 323 269   | 2      |
| Socialistpartiet                                                                               | +0,13 %  |  | –9 057    | ±0     |
| Kristliga Unionen-RSP                                                                          | 6,82 %   |  | 310 540   | 2      |
| Kristliga Unionen-RSP                                                                          | +0,95 %  |  | +30 660   | ±0     |
| Övriga partier och kandidater                                                                  | 5,43 %   |  | 247 300   | 0      |
| Övriga partier och kandidater                                                                  | –8,85 %  |  | –433 290  | –2     |
| Ogiltiga och blanka röster                                                                     | 0,43 %   |  | 19 879    | 0      |
| Ogiltiga och blanka röster                                                                     | +0,20 %  |  | +8 435    | ±0     |
| Valdeltagande                                                                                  | 36,95 %  |  | 4 573 743 | 25     |
| Valdeltagande                                                                                  | –2,31 %  |  | –203 378  | –2     |
| Antal röstberättigade 12 378 500 05 EPP 03 S&D 06 ALDE 03 G/EFA 01 ECR 02 GUE/NGL 01 EFD 04 NI |          |  |           |        |